# رينا كيتاجاوا
رينا كيتاجاوا (باليابانية: 北川里奈؛ بالكانا: きたがわ りな) هي مؤدية صوت يابانية، ولدت في 6 يوليو 1993 في كاناغاوا في اليابان.

## أدوارها في الأنمي

### مسلسلات أنمي تلفزيونية
- تامايومي - ريو كاواساكي